# Wyżnia Neslowa Polana

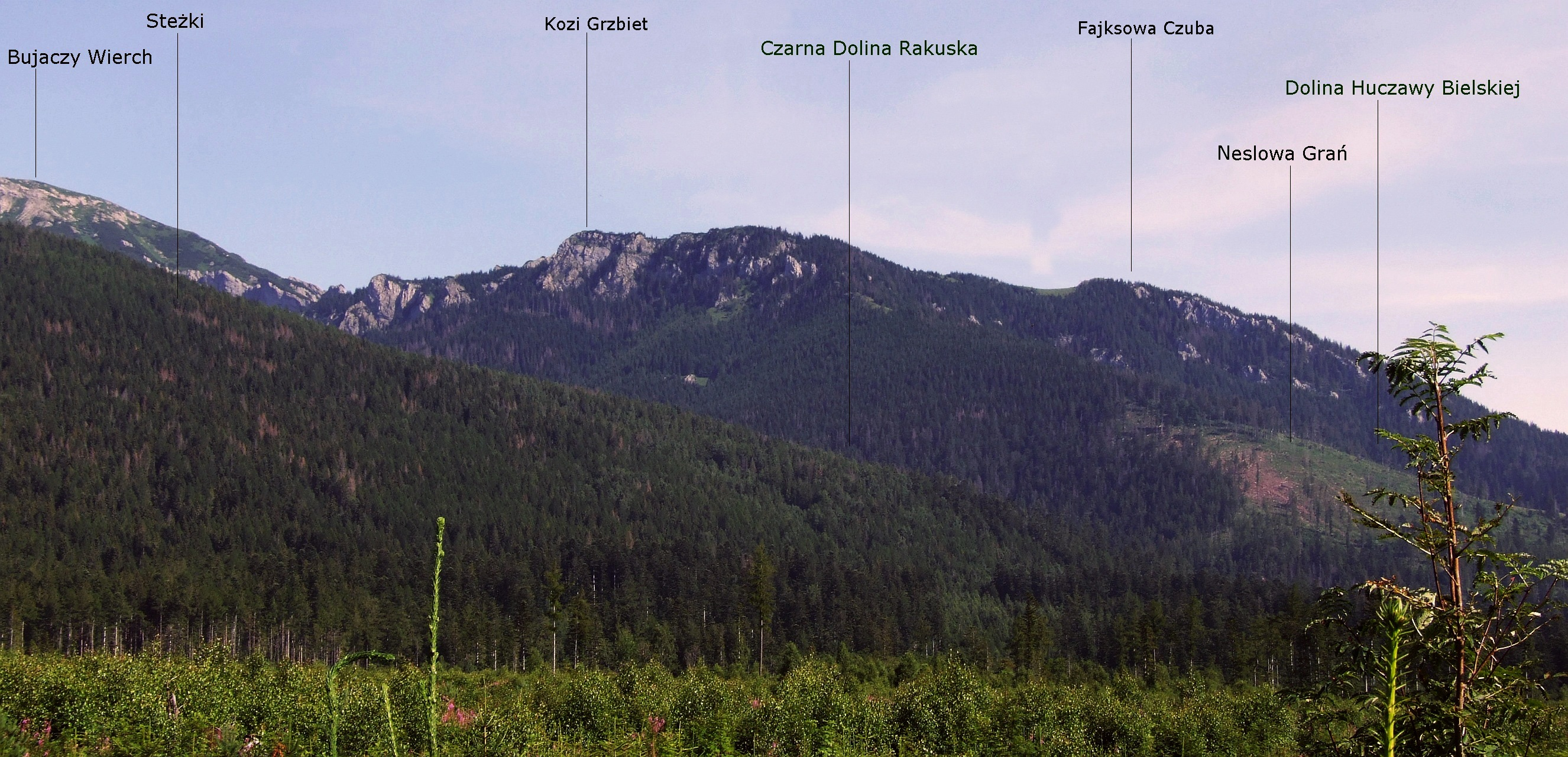
Neslowa Grań

Wyżnia Neslowa Polana (niem. Obere Nesselwiese, słow. Vyšná Žihľavná poľana, węg. Felső-Csalános-rét) –  duża polana na Neslowej Grani w słowackich Tatrach Bielskich. Jej zbocza opadają do Doliny Czarnej Rakuskiej i Doliny Huczawy. Ma długość około 250 m i szerokość około 100 m. Jest dobrze widoczna z wielu miejsc w Tatrach i na Podtatrzu. Znajduje się na wysokości około 1010–1090 m, kilkaset metrów powyżej zielonego szlaku turystycznego prowadzącego od rozdroża Huczawa do Schroniska pod Szarotką. W najniższej części polany jest paśnik dla dzikich zwierząt, a na wschodnim skraju polany ambona myśliwska. Polana znajduje się na zamkniętym dla turystów obszarze ochrony ścisłej Tatrzańskiego Parku Narodowego.
Nazwę polanie nadał Władysław Cywiński w 5 tomie przewodnika Tatry.